# Liste der österreichischen Abgeordneten zum EU-Parlament (2019–2024)
Die Liste der österreichischen Abgeordneten zum EU-Parlament (2019–2024) listet alle österreichischen Mitglieder des 9. Europäischen Parlamentes nach der Europawahl in Österreich 2019.
- ÖVP: 7
- SPÖ: 5
- FPÖ: 3
- GRÜNE: 2
- NEOS: 1

- ÖVP: 7
- SPÖ: 5
- FPÖ: 3
- GRÜNE: 3
- NEOS: 1

## Geschichte
Insgesamt waren bei der Europawahl in Österreich 2019 achtzehn Mandate zu vergeben. Mit dem per 31. Jänner 2020 erfolgten Austritt des Vereinigten Königreichs aus der Europäischen Union (dem sogenannten „Brexit“) änderte sich die Zahl der pro Mitgliedsland zugewiesenen Mandate. Die Zahl der österreichischen Sitze erhöhte sich um eins auf 19. Das zusätzliche Mandat fiel den Grünen zu und ging an Thomas Waitz.
Die ÖVP führte einen Vorzugsstimmenwahlkampf. Im Jänner 2019 wurde eine Liste mit den zehn ersten Kandidaten des späteren Wahlvorschlages vorgestellt: Othmar Karas (Spitzenkandidat), Karoline Edtstadler (Platz 2), Angelika Winzig (3), Simone Schmiedtbauer (4), Lukas Mandl (5), Wolfram Pirchner (6), Christian Sagartz (7), Barbara Thaler (8), Christian Zoll (9), Claudia Wolf-Schöffmann (10). Aufgrund der Vorzugsstimmen wurden Barbara Thaler vom achten und Alexander Bernhuber vom elften Listenplatz vorgereiht.
Bei der FPÖ kandidierten Harald Vilimsky (Spitzenkandidat), Georg Mayer (Platz 2), Petra Steger (3), Roman Haider (4), Vesna Schuster (5) und Elisabeth Dieringer-Granza (6). Heinz-Christian Strache kandidierte für die FPÖ auf dem 42. Listenplatz und erhielt mehr als die für ein Direktmandat notwendigen 33.000 Vorzugsstimmen. Am 17. Juni 2019 gab Strache bekannt, dass er das EU-Mandat nicht annehmen werde. Am 21. Juni 2019 wurde bekannt, dass auch Petra Steger auf ihr Mandat verzichtet.
Für die SPÖ kandidierten Andreas Schieder (Spitzenkandidat), Evelyn Regner (2), Günther Sidl (3), Bettina Vollath (4), Hannes Heide (5), Julia Herr (6), Christian Dax (7), Stefanie Mösl (8) und Luca Kaiser (9). Ursprünglich hätte der Sohn des Kärntner Landeshauptmannes Peter Kaiser auf dem sechsten Listenplatz kandidieren sollen.
Bei den Grünen kandidierten Werner Kogler (1), Sarah Wiener (2), Monika Vana (3) und Thomas Waitz (4). Am 14. Juni 2019 gab Werner Kogler, der 70.821 Vorzugsstimmen erhielt, bekannt, auf sein EU-Mandat zu verzichten und stattdessen als Spitzenkandidat bei der Nationalratswahl in Österreich 2019 anzutreten.
Aufgrund des Wechsels von Karoline Edtstadler in die Bundesregierung Kurz II schied sie mit 6. Jänner 2020 aus dem EU-Parlament aus, ihr EU-Mandat übernahm Christian Sagartz. Als ÖVP-Delegationsleiterin folgte ihr Angelika Winzig nach.
Am 9. Oktober 2022 schied Bettina Vollath (SPÖ) aus dem EU-Parlament aus. Für sie rückte einen Tag später Theresa Bielowski nach.

## Abgeordnete
| Name                 | Bild | Partei | Partei | Fraktion | von           | bis           | Listenplatz | Vorzugsstimmen | Ausschüsse                                                                       | Anmerkung |
| -------------------- | ---- | ------ | ------ | -------- | ------------- | ------------- | ----------- | -------------- | -------------------------------------------------------------------------------- | --- |
| Alexander Bernhuber  |      |        | ÖVP    | EPP      | 2. Juli 2019  |               | 1.11        | 30338          | ENVI PETI CULT (stv.)                                                            | aufgrund der Vorzugsstimmen vorgereiht |
| Theresa Bielowski    |      |        | SPÖ    | S&D      | 10. Okt. 2022 | 15. Juli 2024 | 2.10        | 2841           | JURI (stv.) DROI (stv.)                                                          | Nachrückerin für Bettina Vollath |
| Karoline Edtstadler  |      |        | ÖVP    | EPP      | 2. Juli 2019  | 6. Jän. 2020  | 1.2         | 115906         | DROI LIBE AFCO (stv.; bis 7. Juli 2019) JURI (stv.) AFET (stv.; ab 8. Juli 2019) | ÖVP-Delegationsleiterin nach der Wahl von Otmar Karas zum Vizepräsidenten des EU-Parlaments Stellvertretende Vorsitzende im Unterausschuss für Menschenrechte (DROI) Nachrücker Christian Sagartz |
| Claudia Gamon        |      |        | NEOS   | RE       | 2. Juli 2019  | 15. Juli 2024 | 5.1         | 64350          | ITRE IMCO (stv.)                                                                 | |
| Roman Haider         |      |        | FPÖ    | ID       | 2. Juli 2019  |               | 3.4         | 3164           | INTA AFET (stv.) TRAN (stv.)                                                     | Nachrücker nach Mandatsverzicht von Heinz-Christian Strache und Petra Steger |
| Hannes Heide         |      |        | SPÖ    | S&D      | 2. Juli 2019  |               | 2.5         | 12455          | CULT REGI (stv.) CONT (stv.)                                                     | |
| Othmar Karas         |      |        | ÖVP    | EPP      | 20. Juli 1999 | 15. Juli 2024 | 1.1         | 103035         | ECON ITRE (stv.)                                                                 | ÖVP-Delegationsleiter bis zur Wahl zum Vizepräsidenten des EU-Parlaments |
| Lukas Mandl          |      |        | ÖVP    | EPP      | 30. Nov. 2017 |               | 1.5         | 38605          | AFET DEVE SEDE                                                                   | |
| Georg Mayer          |      |        | FPÖ    | ID       | 1. Juli 2014  |               | 3.2         | 2514           | ITRE TRAN (stv.)                                                                 | |
| Wolfram Pirchner     |      |        | ÖVP    | EPP      | 17. Okt. 2023 | 15. Juli 2024 | 1.6         | 9357           |                                                                                  | Nachrücker für Simone Schmiedtbauer |
| Evelyn Regner        |      |        | SPÖ    | S&D      | 14. Juli 2009 |               | 2.2         | 12089          | ECON FEMM EMPL (stv.)                                                            | stellvertretende SPÖ-Delegationsleiterin Vorsitzende des Ausschusses für die Rechte der Frau und die Gleichstellung der Geschlechter (FEMM)                                                       |
| Christian Sagartz    |      |        | ÖVP    | EPP      | 23. Jän. 2020 | 15. Juli 2024 | 1.7         | 17233          |                                                                                  | Nachrücker für Karoline Edtstadler |
| Andreas Schieder     |      |        | SPÖ    | S&D      | 2. Juli 2019  |               | 2.1         | 72863          | AFET IMCO (stv.)                                                                 | SPÖ-Delegationsleiter |
| Simone Schmiedtbauer |      |        | ÖVP    | EPP      | 2. Juli 2019  | 16. Okt. 2023 | 1.4         | 64240          | AGRI REGI (stv.) PECH (stv.)                                                     | Wechsel in die Landesregierung Drexler im Oktober 2023, Nachrücker Wolfram Pirchner |
| Günther Sidl         |      |        | SPÖ    | S&D      | 2. Juli 2019  |               | 2.3         | 8421           | ENVI ITRE (stv.)                                                                 | |
| Barbara Thaler       |      |        | ÖVP    | EPP      | 2. Juli 2019  | 15. Juli 2024 | 1.8         | 38285          | TRAN IMCO (stv.)                                                                 | aufgrund der Vorzugsstimmen vorgereiht |
| Monika Vana          |      |        | GRÜNE  | G–EFA    | 1. Juli 2014  | 15. Juli 2024 | 4.3         | 6569           | REGI BUDG (stv.) FEMM (stv.)                                                     | Nachrückerin nach Mandatsverzicht von Werner Kogler Delegationsleiterin der Grünen |
| Harald Vilimsky      |      |        | FPÖ    | ID       | 1. Juli 2014  |               | 3.1         | 64525          | AFET LIBE (stv.)                                                                 | |
| Bettina Vollath      |      |        | SPÖ    | S&D      | 2. Juli 2019  | 9. Okt. 2022  | 2.4         | 7738           | LIBE JURI (stv.) DROI (stv.)                                                     | Nachrückerin Theresa Bielowski |
| Thomas Waitz         |      |        | GRÜNE  | G–EFA    | 1. Feb. 2020  |               | 4.4         | 4742           |                                                                                  | zusätzliches Mandat aufgrund neuer Verteilung nach dem Brexit |
| Sarah Wiener         |      |        | GRÜNE  | G–EFA    | 2. Juli 2019  | 15. Juli 2024 | 4.2         | 35741          | AGRI IMCO (stv.)                                                                 | |
| Angelika Winzig      |      |        | ÖVP    | EPP      | 2. Juli 2019  |               | 1.3         | 85031          | BUDG CONT INTA (stv.)                                                            | stellvertretende ÖVP-Delegationsleiterin bis Jänner 2020 ÖVP-Delegationsleiterin seit Jänner 2020 als Nachfolgerin von Karoline Edtstadler                                                        |